# Sulfur
Singles de Slipknot
Dead Memories
(2008) Snuff
(2009)
Sulfur est une chanson du groupe de nu metal Slipknot, et quatrième single extrait de leur quatrième album All Hope Is Gone commercialisé le 15 juin 2009. Un clip vidéo est mis en ligne le 18 avril 2009. Il s'agit du dernier clip du groupe aux côtés de Paul Gray, retrouvé mort le 24 mai 2010.

## Clip vidéo
Le clip vidéo est tourné le 9 mars 2009 (deux jours avant leur tournée américaine) à Los Angeles. Il est réalisé par le percussionniste Shawn Crahan et P. R. Brown,. Le 14 avril 2009, Slipknot fait paraître une bande-annonce d'une trentaine de secondes du clip sur MTV et annonce sa diffusion intégrale officielle dans Headbangers Ball le 18 avril 2009.

## Liste des titres
CD single américain
- Sulfur – 4:37

Sulfur (Chris Lord-Alge Mix)
- Sulfur (Chris Lord-Alge Mix) – 4:37[4]